# Phaenocarpa kittenbergeri
Phaenocarpa kittenbergeri är en stekelart som beskrevs av Papp 1966. Phaenocarpa kittenbergeri ingår i släktet Phaenocarpa och familjen bracksteklar. Inga underarter finns listade i Catalogue of Life.